# 422
422 (CDXXII, na numeração romana) foi um ano comum do século V do  Calendário Juliano, da Era de Cristo, e a sua letra dominical foi A, totalizando 52 semanas, com início a um domingo e terminou também a um domingo. Segundo o horóscopo chinês, foi o ano do Cão.
| Ano completo                    |
| ------------------------------- |
| Ano comum com início ao domingo |

## Acontecimentos
- 10 de Setembro - É eleito o Papa Celestino I, 43º papa, que sucedeu ao Papa Bonifácio I.

## Mortes
- 4 de Setembro - Papa Bonifácio I, 42º papa.